# Сентенція
Сенте́нція (від лат. sententia, досл. «думка, судження») — вислів повчального характеру, що коротко повчає, як є чи має бути в житті. Є різновидом риторичного доказу. Сентенції здебільшого відірвані від оригінального літературного контексту прози, поезії чи драми. Часто є структурною частиною байки (де набуваючи морально-повчальної тенденційності, називається мораллю (або силою)), а також зустрічаються і в інших жанрах лірики, зокрема в медитативній, була одним із витоків формування дидактичної поеми. Буває безпосередня або алегорична. 
Перші сентенції були використані в античній риториці. Це коротка латинська апофегма, як правило з античного джерела, цитована поза контекстом. Таку назву було прийнято вже в римській риториці, Квінтіліан у «Повчанні оратору» присвячує сентенції окрему главу. Сентенція, вважає Квінтіліан, це те ж саме, що греки називають γνώμη, а названа так з тієї причини, що «схожа на поради або декрети» ( similes sunt consiliis aut decretis).
В Середні століття були популярні збірки сентенцій, розташованих за алфавітом.

## Приклади
- «Яблуко недалеко від дерева падає».
- «Що можна зробити сьогодні, не відкладай на завтра».

## Інші значення
- вирок військового суду в Росії в 1720–1917.
- застаріла назва судового рішення, вироку.